# عبد الله حسن كمال
عبد الله حسن كمال من مواليد 7 يوليو 1997 لاعب كرة قدم قطري يجيد اللعب في خط الهجوم.
لعب سابقاً في النادي الأهلي ونادي أم صلال ونادي الخريطيات.